# São Tomé
São Tomé São Tomé és Príncipe fővárosa.

## Földrajz
A város Trinidade tartomány északkeleti részén (és egyben az ország északkeleti részén) található, az Ana Chaves-öböl közelében. Guadalupe várostól délkeletre, és Santanától északnyugatra.

### Éghajlat
São Tomé trópusi szavanna éghajlattal rendelkezik, az év során egy viszonylag hosszú esős évszak és egy rövid száraz évszak váltja egymást. A nedves évszak októbertől májusig tart, a városra évente  átlagban csaknem 1000 mm csapadék hullik. A hőmérséklet viszonylag állandó, az átlagos maximum hőmérséklet 30 °C körüli, míg az átlagos minimum hőmérséklet 22 °C.
| Hónap                         | Jan. | Feb. | Már. | Ápr. | Máj. | Jún. | Júl. | Aug. | Szep. | Okt. | Nov. | Dec. | Év   |
| ----------------------------- | ---- | ---- | ---- | ---- | ---- | ---- | ---- | ---- | ----- | ---- | ---- | ---- | ---- |
| Rekord max. hőmérséklet (°C)  | 32,0 | 33,0 | 33,0 | 33,0 | 32,0 | 31,0 | 31,0 | 31,0 | 32,0  | 32,0 | 32,0 | 32,0 | 33,0 |
| Átlagos max. hőmérséklet (°C) | 30,0 | 30,0 | 31,0 | 30,0 | 29,0 | 28,0 | 28,0 | 28,0 | 29,0  | 29,0 | 29,0 | 29,0 | 29,2 |
| Átlagos min. hőmérséklet (°C) | 23,0 | 23,0 | 23,0 | 23,0 | 23,0 | 22,0 | 21,0 | 21,0 | 21,0  | 22,0 | 22,0 | 22,0 | 22,2 |
| Rekord min. hőmérséklet (°C)  | 20,0 | 20,0 | 20,0 | 20,0 | 19,0 | 19,0 | 19,0 | 19,0 | 19,0  | 19,0 | 19,0 | 19,0 | 19,0 |
| Átl. csapadékmennyiség (mm)   | 81   | 107  | 150  | 127  | 135  | 28   | 0    | 0    | 23    | 109  | 117  | 89   | 966  |

## Történelme
São Tomét portugálok alapították 1485-ben. A város eredetileg cukornádtermelő város volt. Egy korai épület a város központjában található 16. századi katedrális. Egy másik régi épület a Fort São Sebastião, ami 1575-ben épült. Jelenleg a São Tomé-i Nemzeti Múzeum található benne. 1599-ben 2 napra, majd 1641-ben a város a hollandoké lett.

## Lakosság
A városnak 1990-ben 42331, 2000-ben 49997, 2003-ban 53300, 2005-ben 56166 lakosa volt.

## Nevezetességei
São Toméban található az elnöki palota; a halász temploma. A városban ezen kívül van még egy mozi, továbbá általános-, és középiskolák, egy rádió-, és egy televízióállomás, egy kórház, és repülőtér.

## Külső hivatkozások
- A város a Yahoo Maps-en
- Google Maps-en